# John Rutter

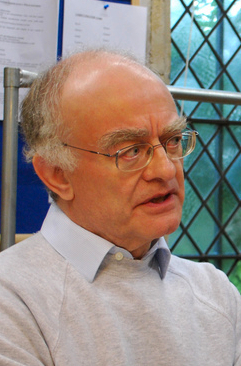
Foto del 2012.

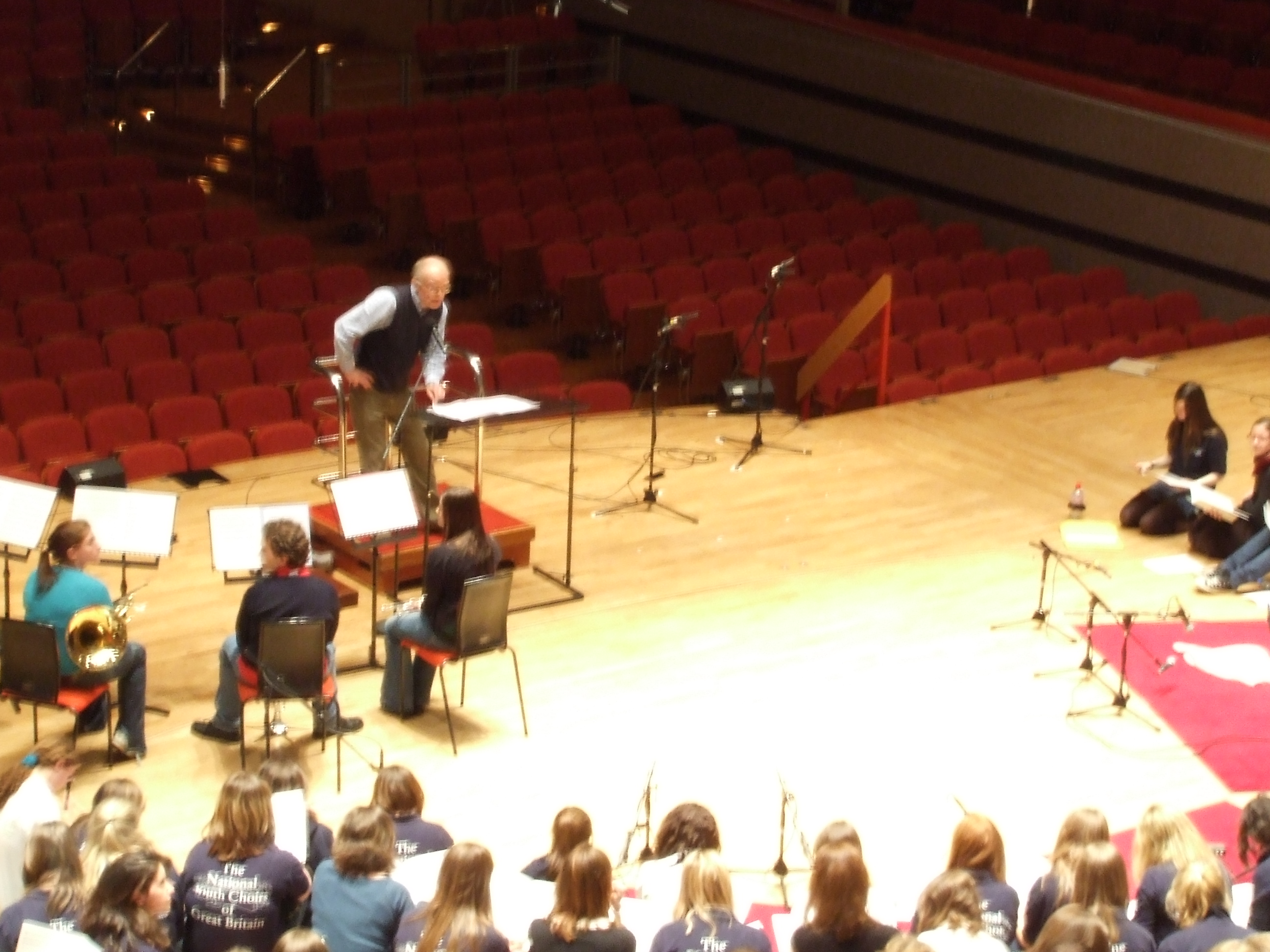
John Rutter dirigiendo un ensayo.

John Rutter Milford (nacido 24 de septiembre de 1945) es un compositor británico, director de coro, director orquestal, arreglista y productor musical. 
Nacido en Londres, fue educado en la Highgate School. Continuó sus estudios superiores de música en la Universidad de Cambridge, en donde tuvo como profesor a Sir David Willcocks de armonía y contrapunto. En 1981 fundó su propio coro, el "Cambridge Singers", con quienes presenta muy variado repertorio sacro que los ha de caracterizar (incluida su propia obra), y tiene varias grabaciones, en particular bajo su propia etiqueta: Collegium Records.
Vive cerca de Cambridge, pero con frecuencia dirige otros coros y orquestas de todo el mundo. 
En 1980 se le hizo becario de honor de Westminster Choir College, Princeton, y en 1988 miembro del Gremio de Músicos de Iglesia. En 1996 el Arzobispo de Canterbury le confirió un Doctorado de Música, en reconocimiento de su contribución a la música sacra.

## Lista de Composiciones y Arreglos

### Villancicos
- "Angels' Carol"
- "Candlelight Carol"
- "Carol of the Children"
- "Cantique de Noël"
- "Christmas Lullaby"
- "Christmas Night"
- "Deck the Hall"
- "Donkey Carol"
- "Dormi Jesu"
- "I Wonder as I Wander"
- "Jesus Child"
- "Joy to the World" (in pseudo-Handelian style)
- "Love Came Down at Chrispollatmas"
- "Mary's Lullaby"
- "Nativity Carol"
- "Of a Rose, a lovely Rose"
- "Shepherd's Pipe Carol"
- "Silent Night"
- "Star Carol"
- "There is a Flower"
- "The Very Best Time of Year"
- "We Wish You a Merry Christmas"
- "Wexford Carol"
- "What Sweeter Music"
- "Wild Wood Carol"

### Trabajos Corales
- A Gaelic Blessing (para SATB y órgano o guitarra)
- Carols for Choirs 2 ed. Willcocks y Rutter
- Carols for Choirs 3 ed. Willcocks y Rutter
- Carols for Choirs 4 ed. Willcocks y Rutter
- Dancing Day (para SSA con arpa o piano)
- Eight Childhood Lyrics
- Eight Christmas Carols, Set 1 (para voces mixtas y piano)
- Eight Christmas Carols, Set 2 (para voces mixtas y piano)
- 100 Carols for Choir ed. Willcocks y Rutter
- Twelve Christmas Carols, Set 1 (para voces mixtas y pequeña orquesta o piano)
- Twelve Christmas Carols, Set 2 (para voces mixtas y pequeña orquesta o piano)
- Child in a manger de Carols for Choirs 3 (para SATB y teclado o orquesta)
- Christmas Night (para SATB y teclado o cuerdas)
- Come Down, O Love Divine (para doble coro mixto y órgano)
- Cradle Song de Carols for Choirs 3 (para SATB sin acompañamiento)
- Donkey Carol ((para SATB y piano o orquesta)
- Flemish Carol de Carols for Choirs 3 ((para SATB y piano o orquesta)
- For the Beauty of the Earth ((para SATB, SA, o TTBB, y piano)
- Here we come a-wassailing de Twelve Christmas Carols, Set 1
- The holly y the ivy ((para SATB y piano o orquesta)
- I saw three ships de Carols for Choirs 3 (para SATB y piano o orquesta)
- Jesus Child (para SATB y piano o orquesta)
- Joy to the wold! (para SATB y teclado o orquesta (2 trompetas, timbales y cuerdas)
- King Jesus hath a garden de Carols for Choirs 3 (para SATB y piano o flauta, arpa y cuerda)
- Love came down at Christmas (para SATB y teclado o cuerdas)
- Mary's Lullaby (para SATB y piano o orquesta)
- Nativity Carol (para SATB y teclado o cuerdas)
- O come, O come, Immanuel de Twelve Christmas Charols, Set 1 (para SATB y teclado o orquesta)
- Quem pastoes laudavere (para SATB sin acompañamiento)
- Quittez, pasteurs (para SATB sin acompañamiento)
- Shepherd's Pipe Carol (para SATB y piano o orquesta o SSAA y piano o orquesta)
- Sing we to this merry company (para SATB y orquesta o órgano)
- Star Carol (para SATB y piano o orquesta o vientos con voces infantiles opcionales o (para sintetizador y piano)
- There is a flower (para SATB sin acompañamiento)
- Three Carols de Charols for Choirs 4 (para SS y SSA sin acompañamiento)
- Tomorow shall be my dancing day (para SSA y arpa o piano)
- The twelve days of Christmas (para SATB y piano o orquesta)
- Wex(parad Carol (para SATB sin acompañamiento)
- What sweeter music (para SATB con órgano o cuerdas)

### Otras Composiciones
- All Creatures of our God and King
- All Things Bright and Beautiful
- As the bridegroom to his chosen
- Be Thou my vision
- Behold, the Tabernacle of God
- Blow, Blow, Thou Winter Wind
- Children's chorus, opt.
- A Choral Amen
- A Choral Fanfare
- Christ the Lord is risen again
- A Clare Benediction
- Distant Land
- The Falcon
- Fancies (part of "Eight Childhood Lyrics")
- Feel the Spirit
- Gloria
- Go forth into the world in peace
- God be in my head
- Gregorian Chant
- Greensleeves
- How Firm A Foundation
- Heavenly Aeroplane
- Hymn to the Creator of Light
- I believe in springtime
- I will lift up mine eyes
- I will sing with the spirit
- I will worship the Lord
- I Wonder as I Wander
- Let us go in peace
- Look at the World
- The Lord bless you and keep you
- The Lord is my light and my salvation
- The Lord is my Shepherd: SATB & organ
- Loving shepherd of thy sheep
- Magnificat
- Mass of the Children: sop. and bar. soli, children's SSA choir, mixed SATB choir, and orchestra or chamber ensemble
- Now thank we all our God
- O be joyful in the Lord
- O clap your hands
- Open Thou Mine Eyes
- The Peace of God
- Pie Jesu
- Praise the Lord, O my soul
- Praise ye the Lord
- A Prayer of Saint Patrick
- Te Deum
- Thanksgiving Prayer
- The Peace of God
- Thy Perfect love
- Toccata in 7
- Requiem
- Suite Antique
- When Icicles Hang
- When the saints go marching in
- Wings of the Morning